# Wiosna (województwo wielkopolskie)
Wiosna – wieś w Polsce położona w województwie wielkopolskim, w powiecie średzkim, w gminie Krzykosy.
W latach 1975–1998 miejscowość należała administracyjnie do województwa poznańskiego.